# Siège de Fort Macon
La siège de Fort Macon est la 5e opération de la campagne de Burnside en Caroline du Nord.
Fin mars 1862, la Coast Division, le corps expéditionnaire du brigadier general Ambrose Burnside, s’approche de Fort Macon, un fort confédéré doté de casemates qui commandait l’accès à la ville de Beaufort (Caroline du Nord), située à 35 miles (56 km) au sud-est de New Bern, ainsi qu'au port neuf de Morehead City.
La Coast Division met le siège devant Fort Macon, et commence à le bombarder le 25 avril. Le mur d'escarpe s’effondre rapidement, et en fin d’après-midi le colonel Moses J. White, chef de la garnison confédérée, fait hisser le drapeau blanc. Burnside accepte les termes de la proposition de reddition des confédérés, et ses troupes prennent possession de Fort Macon le lendemain matin.

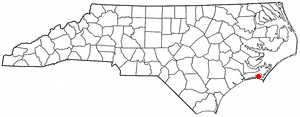
Fort Macon, sur la côte de Caroline du Nord (au sud des sounds et de la baie de Pamlico), défendait la ville de Beaufort et le port de Morehead City

## Le Fort Macon
(voir aussi l'article parc d'État de Fort Macon)

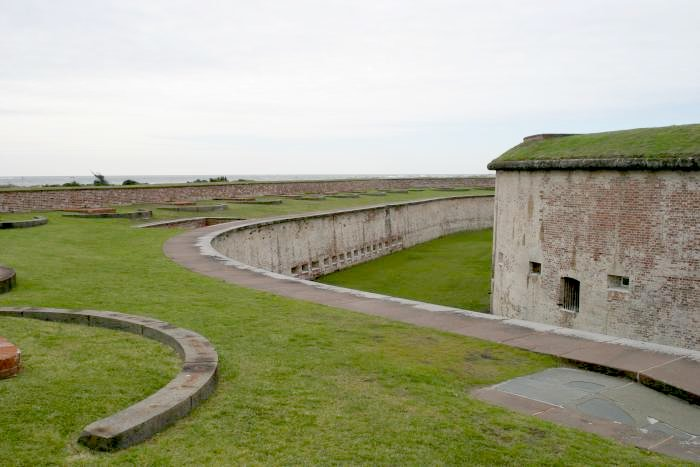
Fort Macon : la casemate (à gauche, face à la mer) dont le toit porte les affuts est solide. Par contre l'escarpe (à droite), faite de briques maçonnées, ne pouvait résister aux projectiles des canons modernes

Le Fort Macon fait partie d’un système de défense côtière que les États-Unis on bâti sur leurs frontières après la guerre anglo-américaine de 1812. Il a été élevé sur l’extrémité est de Bogue Bank, une des îles Outer Banks méridionales qui doublent la côte de Caroline du Nord, afin de défendre l’entrée du port de Beaufort. De plus, au début des années 1850, s'est élevé le port de Morehead City (Caroline du Nord), d'autant plus actif qu'il est le terminus de la ligne de chemin de fer Atlantic and North Carolina Railroad qui le relie au centre économique de la Caroline du Nord : la ville de Goldsboro, située à l'intérieur de terres.
Fort Macon, commencé en 1826, avait reçu sa première garnison en 1834. Il était totalement dépassé en 1862, étant construit en maçonnerie légère tout juste capable de résister aux projectiles lancés par les canons utilisés sur les navires au début du XIXe siècle. Des travaux visant à protéger Fort Macon contre l’érosion marine avaient été accomplis (sous la supervision de Robert E. Lee) en 1840, mais rien n’avait été prévu contre l’effet des obus de gros calibre envoyés par les canons rayés modernes.
En somme au début de la guerre de Sécession, non seulement Fort Macon était techniquement en retard d’une génération, mais il était presque hors d’usage faute d’entretien, le climat maritime subtropical ayant fait son œuvre en 28 ans : boiseries pourries, ferronneries rouillées, affûts des canons inutilisables... La garnison avait été progressivement réduite, à tel point que début 1861 elle se consistait qu’en 1 seul sergent faisant office de gardien. Et, quand le 14 avril 1861 les confédérés (commandés par le capitaine Josiah Solomon Pender) occupent le fort, seulement 4 canons sont montés.
Les autorités confédérées améliorent immédiatement l’armement de Fort Macon, et y installent 56 pièces en tout : 2 columbiads de 10 pouces, 5 gros canons de 8 pouces, 19 canons de 24 livres, 32 de 32 livres, et 6 canons de campagne, mais ils ne disposaient de munitions que pour 3 jours.
Au moment du siège, la garnison de ce fort techniquement dépassé, mal armé et mal approvisionné, comprend 430 hommes et officiers commandés par le colonel Moses J. White. Mais la maladie a réduit ce nombre d'un tiers (cependant, malgré la mauvaise nourriture et l'insalubrité, un seul homme est mort), et le moral des troupes est mauvais : ils sont loin de leurs familles, et le colonel White n'est pas aimé de ses hommes (il n'est pas apprécié non plus à Beaufort). Quelques hommes déserteront pendant le siège.

## Place de Fort Macon dans la conquête des côtes de Caroline du Nord
(voir l'article Campagne de Burnside en Caroline du Nord).
Après la bataille de New Bern, 3e succès d’affilée des nordistes dans le cadre de la campagne, les troupes confédérées ont fui jusqu'au camp de Kinston, dans l'intérieur des terres. Seule reste au bord des sounds la garnison de Fort Macon.

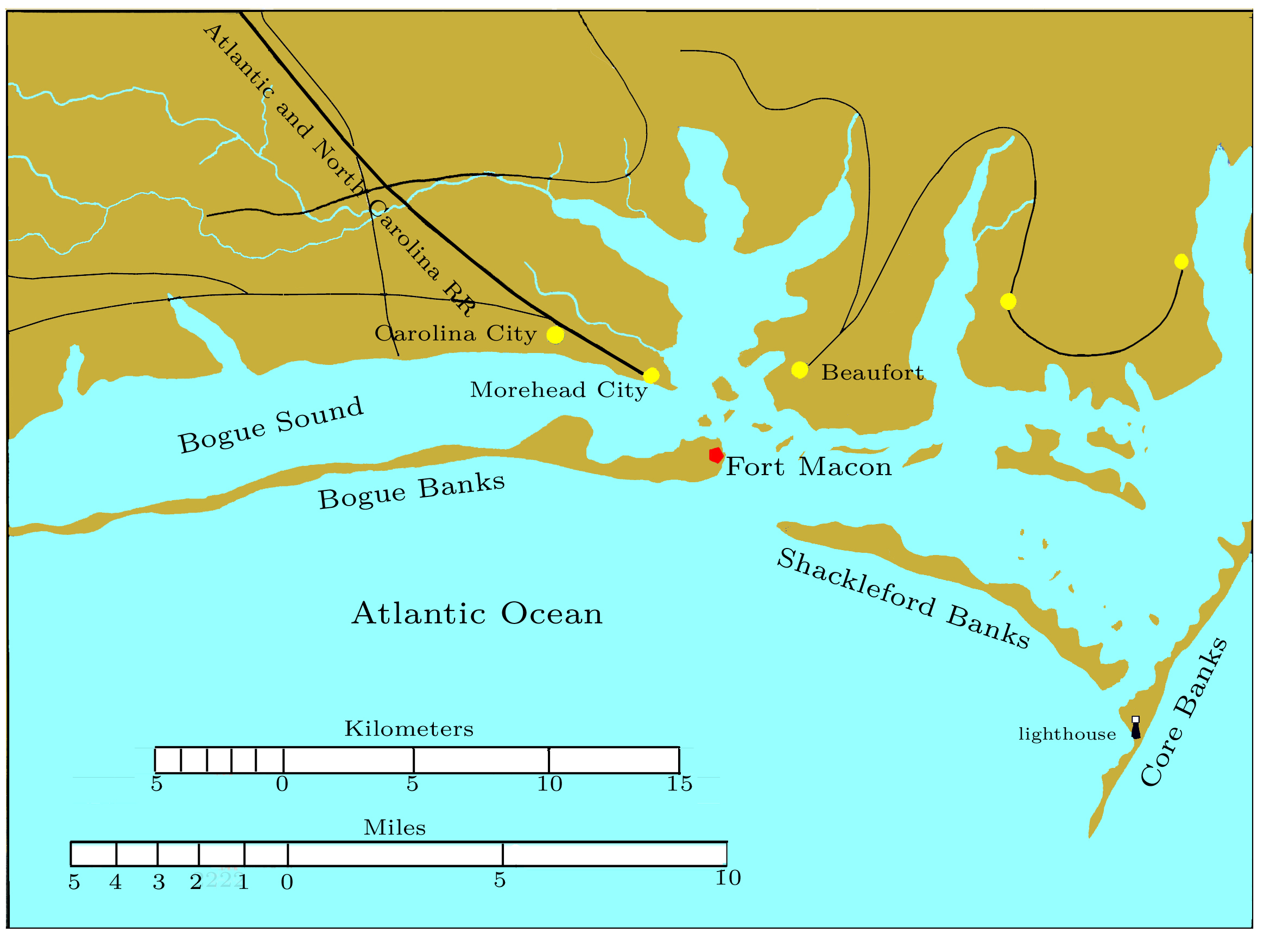
Fort Macon est censé protéger les villes de Beaufort et Carolina City, et le port de Morehead City, d'où part en direction de Goldsboro (centre économique de la Caroline du Nord) la voie ferrée Atlantic and North Carolina Railroad.

Burnside, récemment promu au grade de major general, ordonne au brig. gen. John G. Parke, commandant de la 3e Brigade, d'attaquer Fort Macon. Parke commence par se saisir des villes situées sur la berge du sound, autour du fort : Carolina City (21 mars), Morehead City (22 mars), Newport (23 mars) et finalement Beaufort (25 mars). La garnison du fort est alors isolée et ne peut plus communiquer avec le gros des forces confédérées.
À Newport, Parke fait remettre en état un pont de chemin de fer que les confédérés avaient brûlé lors de leur fuite après la bataille de New Bern : il a besoin de la voie ferrée pour transporter ses canons de siège.

## Le siège

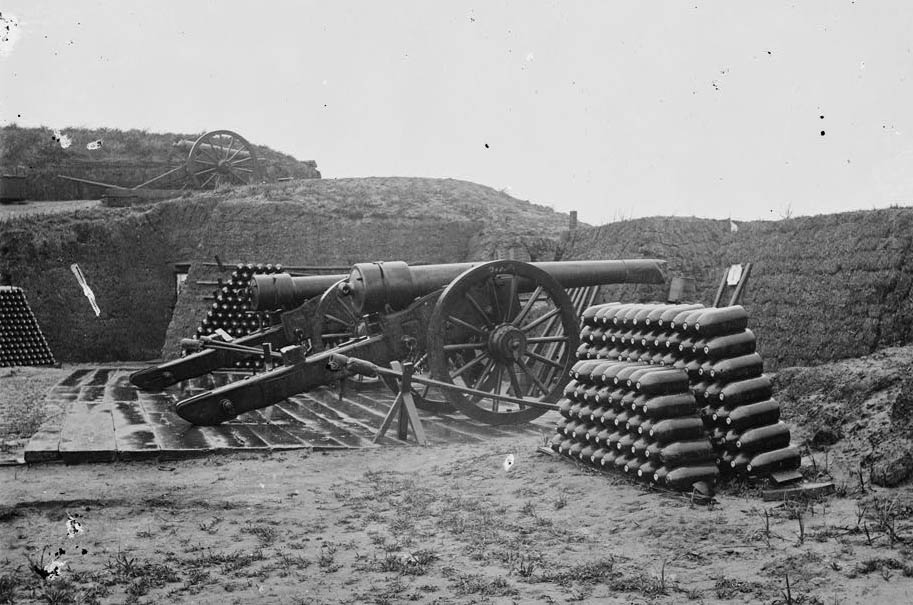
Face au fort Macon, Parke avait disposé 12 pièces d’artillerie, dont 3 canons rayés de type Parrott, calibre 4,2 pouces, pour obus de 30 livres. Le Parrott, dont l'âme était en fonte, avait comme renforcement de sa chambre une épaisse bande de fer forgé, bien visible ici.

Le 23 mars, Parke, de son QG de Carolina City, envoie un message au colonel White : il lui demande de se rendre et lui offre de laisser partir les confédérés comme prisonniers sur parole s'ils laissent le fort intact. White répond sèchement : "J'ai l'honneur de décliner votre offre d'évacuer Fort Macon". Cet échange de messages marque donc le début du siège.
Le 29 mars le fort est complètement investi : une compagnie des soldats de Parke traverse le sound et débarque sur Bogue Island. Elle ne rencontre pas de résistance : le 26 th Carolina, le régiment d'infanterie sudiste qui aurait dû s'opposer au débarquement, a lui aussi fait retraite vers l'intérieur de la Caroline du Nord après la défaite de la bataille de New Bern... L'artillerie de siège fédérale suit l'infanterie, et Parke installe 4 batteries face au fort. A des distances variant de 1200 yards (1 100 m) à 1 600 yards (1 460 m), il aligne 4 mortiers de 8 pouces, 4 mortiers de 10 pouces, 3 canons rayés système Parrott de 30 livres et un obusier de marine de 12 livres.

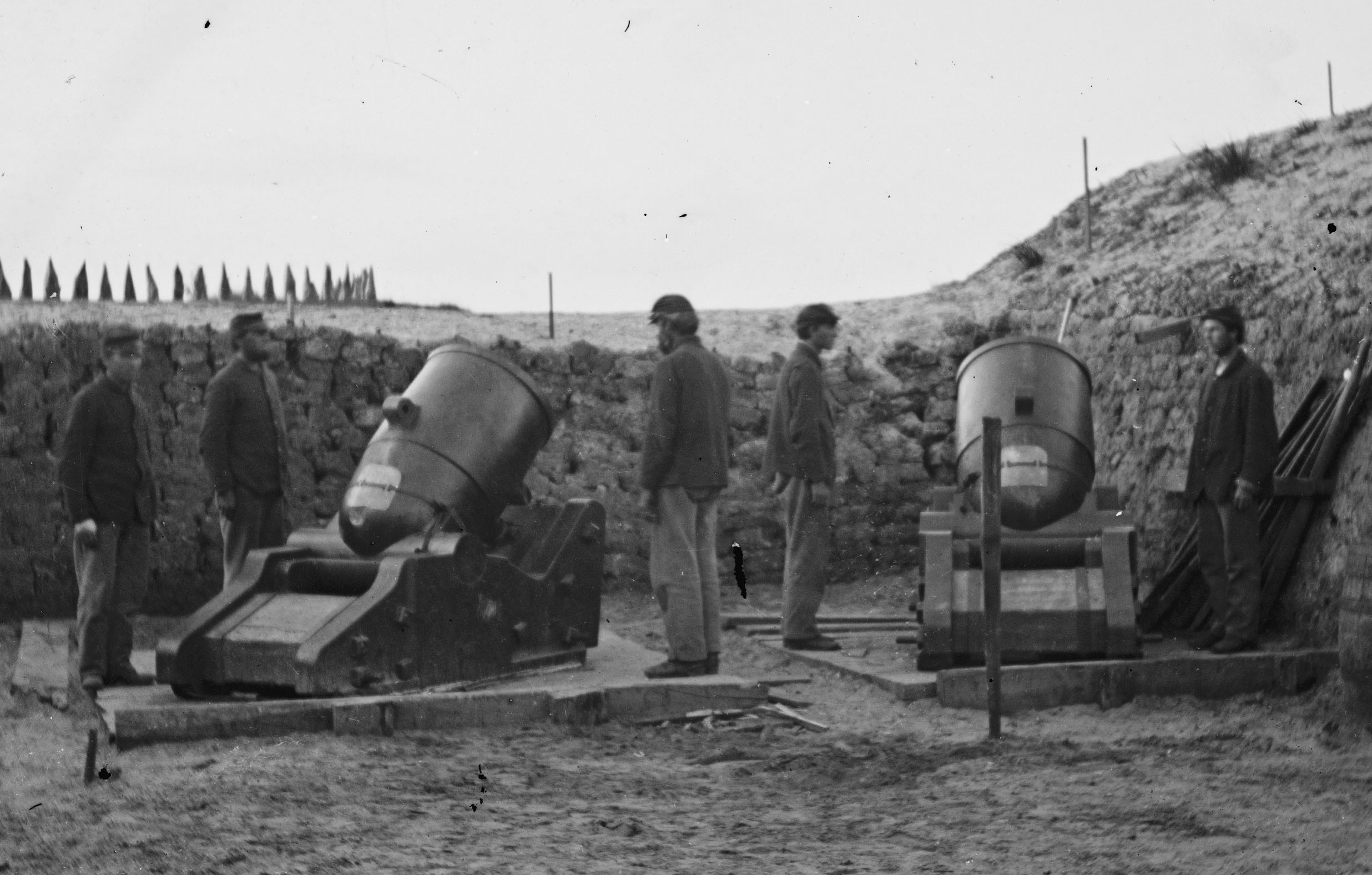
Alors que les canons rayés battaient directement les murs du fort, les trajectoires paraboliques des projectiles des mortiers (ici mortiers de calibre 10 pouces) permettaient d'atteindre les hommes, les armes et les installations théoriquement à l'abri derrière ces murs.

Ces canons ont été mis en place de nuit, et sont cachés derrière des dunes en attendant l'ordre d'ouvrir le feu. Les confédérés sont cependant conscients que ces préparatifs ont lieu, mais ils n'ont pas assez de munitions pour bombarder les batteries ennemies au jugé. Ils envoient des patrouilles avec la mission de harceler les fédéraux, mais elles sont repoussées, le plus souvent sans pertes...
Le 17 avril, Burnside écrit au Ministère de la Guerre fédéral : "J'espère réduire le fort dans les 10 jours", et son calcul se confirmera.
Le 23 avril les fédéraux ont terminé leurs préparatifs, et Burnside en personne demande au colonel White de se rendre, dans les mêmes termes que précédemment. White refuse encore, et Burnside ordonne à Parke de commencer le bombardement dès que possible.
À la nuit, Parke démasque ses batteries en faisant ouvrir des embrasures dans les dunes, et fait ouvrir le feu à l'aube du 25 avril.
Les confédérés ripostent, mais leur tir est inefficace : les fédéraux sont trop bien retranchés derrière les dunes. De plus 4 navires de la North Atlantic Blockading Squadron (l’Escadre de blocus de l’Atlantique Nord) unioniste apparaissent et font diversion. Ce sont les vapeurs USS Daylight, USS State of Georgia, USS Chippewa, et le trois-mâts USS Gemsbok, envoyés par le commander Samuel Lockwood qui répond à l’appel du canon. Mais les vagues levées par un vent assez fort empêchent les vaisseaux d’assurer leur tir, alors que les artilleurs de Fort Macon réussissent à toucher 2 vaisseaux fédéraux, sans cependant entraîner de dégâts considérables, et en ne blessant (légèrement) qu’un seul marin. La flotte US se retire donc au bout d’une heure, avec les 2 batteries flottantes qu’elle avait amenées en renfort : le clapot n’avait permis qu’à une seule d’entre elles d’ouvrir le feu. Il n’est pas certain d’ailleurs que les projectiles de la marine aient atteint le fort.
Le tir provenant des mortiers mis en batterie sur Bogue Bank est d’abord imprécis, mais un officier du Signal Corps (le lieutenant William J. Andrews, qui se trouve à Beaufort et agit de sa propre initiative) parvient à guider le tir des mortiers, et passé midi, en principe tous leurs projectiles touchent la cible. En conséquence, 19 canons confédérés sont réduits au silence.
Cependant, le tir incessant et de plein fouet des autres pièces de siège fédérales fait crouler les murs du fort, et, au milieu de l’après-midi, White craint que le magasin aux poudres ne soit bientôt atteint. A 4h30 il décide que le fort ne peut plus résister, et fait hisser un drapeau blanc. Le feu cesse alors de part et d’autre.

## La reddition

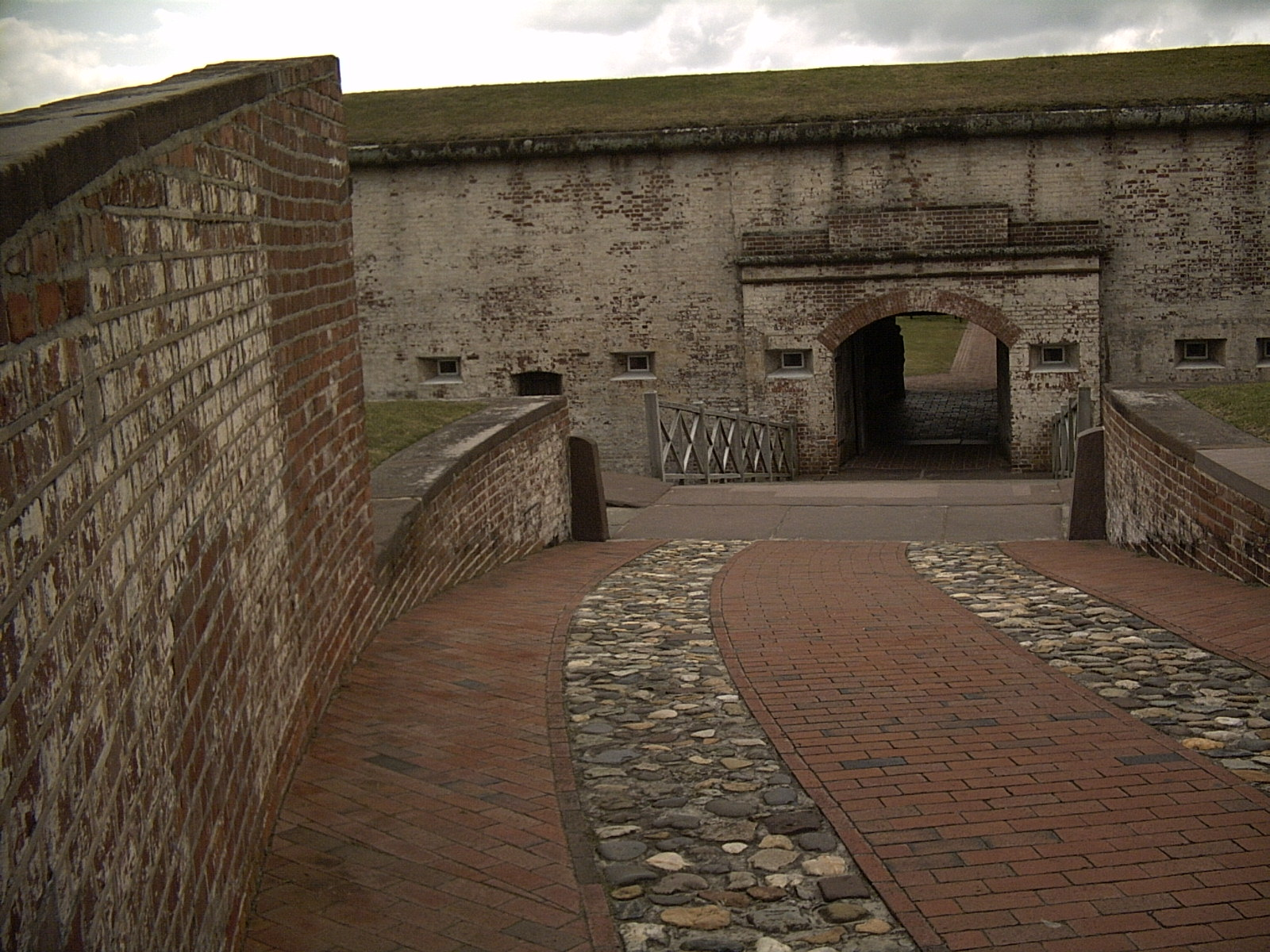
L'entrée de Fort Macon, telle que les vainqueurs ont dû la voir lors de leur prise de possession, le 26 avril 1862. Noter les murs de brique et pierre taillée

White et Parks ont une entrevue. Parke exige d’abord une reddition sans conditions, mais White offre de se rendre selon les termes de la proposition faite par Burnside le 23 mars. Parke prend l’avis de Burnside. Le maj. gen. pense que les confédérés pourraient tenir encore une journée, à l’issue de laquelle le fort serait détruit et davantage de morts et de blessés à déplorer. Il accepte donc que les confédérés se rendent sur parole : ils ne reprendront pas les armes contre l’Union avant d’avoir été officiellement échangés ; en attendant, ils peuvent rentrer chez eux avec leurs biens personnels.
Peu après l’aube, le 26 avril, l’étendard confédéré est amené, les défenseurs quittent le fort, et les fédéraux du 5th Rhode Island occupent Fort Macon.
La bataille avait été peu sanglante, selon les standards de la guerre de Sécession : un mort, et 3 blessés (2 fantassins et un marin) du côté unioniste – et du côté confédéré : 7 soldats morts sur le coup, 2 morts de leurs blessures, et 16 blessés.

## Suites

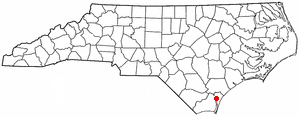
Le port confédéré de Wilmington (au sud de la Caroline du Nord) n'a été pris par les nordistes que début 1865.

La Campagne de Burnside en Caroline du Nord est un succès pour les Unionistes. Certes de très gros moyens ont été jetés dans la bataille, mais les pertes ont été très faibles dans le camp fédéral. Et ces victoires apportent un effet psychologique positif au Nord, après une défaite sévère lors de la première bataille de Bull Run et alors que la campagne de la Péninsule de George McClellan piétine en Virginie : les fédéraux sont contraints de commencer le siège puis la bataille de Yorktown (5 avril-4 mai 1862).
Mais en Caroline du Nord les unionistes délaissent l'exploitation de leurs victoires, en particulier ils ne tentent rien contre Wilmington, le port de mer confédéré favori des forceur de blocus.
Burnside rembarque le 6 juillet 1862 avec 7 000 hommes pour aller prêter main-forte à l'Armée du Potomac : les confédérés ont desserré l'étau de la campagne de la Péninsule fédérale autour de Richmond (Bataille de Seven Pines,
31 mai et 1er juin) et Robert E. Lee a même repoussé les Unionistes vers la mer (Bataille de Sept Jours, 25 juin-1er juillet 1862).

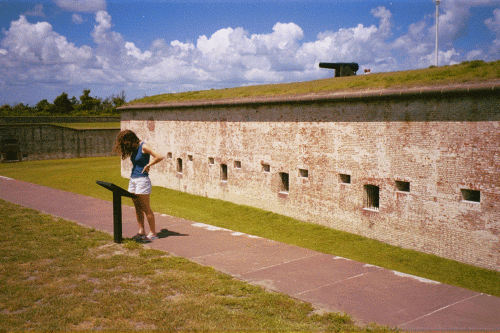
Fort Macon se trouve de nos jours dans le parc d'État de Fort Macon (Caroline du Nord)

La Caroline du Nord restera calme jusqu'en fin 1864-début 1865 : la prise de Fort Fisher permettra alors aux nordistes de fermer l'accès de Wilmington à la Confédération.